# Zygopetalum sellowii
Zygopetalum sellowii är en orkidéart som beskrevs av Heinrich Gustav Reichenbach. Zygopetalum sellowii ingår i släktet Zygopetalum och familjen orkidéer. Inga underarter finns listade i Catalogue of Life.